# Nati nel 1924/Dicembre
| Questa pagina contiene informazioni ricavate automaticamente dalle voci biografiche con l'ausilio del template Bio e di un bot. L'aggiornamento è periodico e automatico e ricostruisce completamente la pagina. Se manca una persona in questa lista, sei pregato di non aggiungerla, ma accertati piuttosto che la sua voce biografica contenga il template Bio e che i dati anagrafici siano correttamente compilati. Se il template Bio manca, inseriscilo tu stesso o, in alternativa, metti l'avviso {{tmp\|Bio}} che ne segnala la mancanza. Se i dati riportati sono sbagliati, correggi direttamente la voce biografica; le modifiche saranno visibili in questa lista entro pochi giorni. Per chiarimenti vedi il progetto biografie. La lista contiene solo le 171 persone che sono citate nell'enciclopedia e per le quali è stato implementato correttamente il template Bio. Pagina aggiornata al 18 lug 2025. |

- 1º dicembre - Giovanna Bosi Maramotti, politica italiana († 1996)
- 1º dicembre - Györgyi Marvalics-Székely, schermitrice ungherese († 2002)
- 1º dicembre - Nevio Zeccara, fumettista italiano († 2005)
- 2 dicembre - Arvedo Cecchini, lottatore italiano († 2011)
- 2 dicembre - Jonathan Frid, attore canadese († 2012)
- 2 dicembre - Alexander Haig, generale e politico statunitense († 2010)
- 2 dicembre - John Raymond McGann, vescovo cattolico statunitense († 2002)
- 2 dicembre - Vilgot Sjöman, regista e sceneggiatore svedese († 2006)
- 2 dicembre - Antonio Vasquez, cantante italiano († 1996)
- 3 dicembre - John Backus, informatico e matematico statunitense († 2007)
- 3 dicembre - Wiel Coerver, calciatore e allenatore di calcio olandese († 2011)
- 3 dicembre - Luciano Filippelli, allenatore di calcio e calciatore italiano
- 3 dicembre - Roberto Mieres, pilota automobilistico argentino († 2012)
- 3 dicembre - Joseph Morvan, ciclista su strada francese († 1999)
- 3 dicembre - Edwin Ernest Salpeter, astronomo austriaco († 2008)
- 3 dicembre - Fred Taylor, cestista, giocatore di baseball e allenatore di pallacanestro statunitense († 2002)
- 3 dicembre - John Winter, altista australiano († 2007)
- 4 dicembre - William Diehl, scrittore statunitense († 2006)
- 4 dicembre - Giacomo Rossino, partigiano italiano († 1945)
- 5 dicembre - Domenico Alvaro, mafioso italiano († 2010)
- 5 dicembre - Massimo Pradella, direttore d'orchestra e violinista italiano († 2021)
- 5 dicembre - Antonio Zerbini, basso italiano († 1987)
- 6 dicembre - James Alderton, calciatore inglese († 1998)
- 6 dicembre - Wally Cox, attore statunitense († 1973)
- 6 dicembre - Susanna Foster, attrice statunitense († 2009)
- 6 dicembre - William Jones, canottiere uruguaiano († 2014)
- 6 dicembre - Meinrad Miltenberger, canoista tedesco († 1993)
- 6 dicembre - Lauro Mumar, cestista e allenatore di pallacanestro filippino († 1990)
- 6 dicembre - George Olesen, fumettista statunitense († 2013)
- 6 dicembre - George Pinker, ginecologo britannico († 2007)
- 6 dicembre - Kōji Tsuruta, attore e cantante giapponese († 1987)
- 6 dicembre - Patrick Waltz, attore statunitense († 1972)
- 7 dicembre - Liisi Beckmann, designer e artista finlandese († 2004)
- 7 dicembre - Jovanka Broz, politica jugoslava († 2013)
- 7 dicembre - Jack Couffer, direttore della fotografia e regista statunitense († 2021)
- 7 dicembre - Bent Fabric, pianista e compositore danese († 2020)
- 7 dicembre - Martino Gomiero, vescovo cattolico italiano († 2009)
- 7 dicembre - Gordon Kaile, calciatore inglese († 1988)
- 7 dicembre - John Love, pilota automobilistico zimbabwese († 2005)
- 7 dicembre - Renzo Morchio, fisico italiano
- 7 dicembre - Mário Soares, politico portoghese († 2017)
- 8 dicembre - Lucio Colletti, filosofo e politico italiano († 2001)
- 8 dicembre - Settimio Ferrazzetta, vescovo cattolico e missionario italiano († 1999)
- 8 dicembre - Ray Gill, calciatore inglese († 2001)
- 8 dicembre - István Hasznos, pallanuotista ungherese († 1998)
- 8 dicembre - Gianni Mantesi, attore e doppiatore italiano († 2014)
- 8 dicembre - Irina Ivanovna Poplavskaja, regista sovietico († 2012)
- 9 dicembre - Renzo Bragoni, ex calciatore italiano
- 9 dicembre - Mario Frera, attore italiano († 1987)
- 9 dicembre - Gino Nebiolo, giornalista e scrittore italiano († 2017)
- 9 dicembre - Domenico Rasi, antifascista e partigiano italiano († 1944)
- 9 dicembre - Alessandro Ruspoli, IX principe di Cerveteri, nobile, socialite e attore italiano († 2005)
- 9 dicembre - Manlio Sgalambro, filosofo, scrittore e poeta italiano († 2014)
- 10 dicembre - Giuseppe Avolio, politico italiano († 2006)
- 10 dicembre - Michail Ivanovič Eršov, regista sovietico († 2004)
- 10 dicembre - Sergio Manente, allenatore di calcio e calciatore italiano († 1993)
- 10 dicembre - Michael Manley, politico giamaicano († 1997)
- 10 dicembre - Roberto Lucio Rosaia, politico e medico italiano († 1999)
- 10 dicembre - Sergio Vergazzola, calciatore e allenatore di calcio italiano († 2004)
- 11 dicembre - Charles Bachman, informatico statunitense († 2017)
- 11 dicembre - Aristeo Biancolini, partigiano e politico italiano († 2021)
- 11 dicembre - Doc Blanchard, giocatore di football americano statunitense († 2009)
- 11 dicembre - André Boerstra, hockeista su prato olandese († 2016)
- 11 dicembre - Joséphine Ladwig, modella francese († 2014)
- 11 dicembre - Maj-Britt Nilsson, attrice svedese († 2006)
- 11 dicembre - Nunzio Rotondo, trombettista e compositore italiano († 2009)
- 11 dicembre - Giovanni Saldarini, cardinale e arcivescovo cattolico italiano († 2011)
- 12 dicembre - Jiří Hanke, calciatore e allenatore di calcio cecoslovacco († 2006)
- 12 dicembre - Ed Koch, politico e avvocato statunitense († 2013)
- 12 dicembre - Giacomo Martina, presbitero e storico italiano († 2012)
- 12 dicembre - Giovanni Rama, oculista italiano († 2007)
- 12 dicembre - Emilio Vecchia, partigiano italiano († 1944)
- 13 dicembre - Henri Baillot, calciatore francese († 2000)
- 13 dicembre - Gaetano Bonicelli, arcivescovo cattolico italiano
- 13 dicembre - Robert Coogan, attore statunitense († 1978)
- 13 dicembre - Maria Riva, attrice statunitense
- 14 dicembre - Eugenio Battisti, critico d'arte, storico dell'arte e storico dell'architettura italiano († 1989)
- 14 dicembre - Ettore Conti, attore e doppiatore italiano († 2018)
- 14 dicembre - John Franklyn-Robbins, attore e doppiatore britannico († 2009)
- 14 dicembre - Gohar Gasparyan, soprano armeno († 2007)
- 14 dicembre - Vito Giacalone, politico italiano
- 14 dicembre - Linda Hopkins, cantante e attrice statunitense († 2017)
- 14 dicembre - Raj Kapoor, attore, regista e produttore cinematografico indiano († 1988)
- 14 dicembre - Giacomina Lapenna, giornalista italiana († 2013)
- 14 dicembre - Tamara Lees, attrice britannica († 1999)
- 14 dicembre - Giuseppe Persi, calciatore italiano († 2012)
- 14 dicembre - Siiri Rantanen, fondista finlandese († 2023)
- 14 dicembre - Marge Redmond, attrice statunitense († 2020)
- 14 dicembre - Herbert Tobias, fotografo e attore tedesco († 1982)
- 15 dicembre - Esther Béjarano, musicista e insegnante tedesca († 2021)
- 15 dicembre - Romana Calligaris, nuotatrice italiana († 2002)
- 15 dicembre - Nek Chand, scultore indiano († 2015)
- 15 dicembre - Fred Enke, giocatore di football americano statunitense († 2014)
- 15 dicembre - Uriah Jones, schermidore statunitense († 2000)
- 15 dicembre - Eugenio Patti, calciatore italiano
- 15 dicembre - Ruhi Sarıalp, triplista turco († 2001)
- 15 dicembre - Robert Stoller, psichiatra e psicoanalista statunitense († 1991)
- 16 dicembre - Miloslav Malý, calciatore cecoslovacco († 1985)
- 17 dicembre - Juraj Amšel, pallanuotista jugoslavo († 1988)
- 17 dicembre - Ralph Olinger, sciatore alpino svizzero († 2006)
- 17 dicembre - Gino Sovran, cestista canadese († 2016)
- 18 dicembre - Alberto Ablondi, vescovo cattolico italiano († 2010)
- 18 dicembre - Miroslav Danko, calciatore slovacco († 2008)
- 18 dicembre - Pasquale De Simone, politico italiano († 2004)
- 18 dicembre - Ubaldo Gardini, musicista italiano († 2011)
- 18 dicembre - Gibba, animatore, regista e fumettista italiano († 2018)
- 19 dicembre - Giuseppe Cavagnero, calciatore italiano († 2000)
- 19 dicembre - Carlo Chiti, ingegnere italiano († 1994)
- 19 dicembre - Doug Harvey, hockeista su ghiaccio canadese († 1989)
- 19 dicembre - Alberto Lupo, attore e conduttore televisivo italiano († 1984)
- 19 dicembre - Edmund Purdom, attore e doppiatore britannico († 2009)
- 19 dicembre - Michel Tournier, scrittore francese († 2016)
- 19 dicembre - Renato Traiola, pallanuotista italiano († 1988)
- 19 dicembre - Cicely Tyson, attrice, modella e scrittrice statunitense († 2021)
- 20 dicembre - Charlie Callas, attore e comico statunitense († 2011)
- 20 dicembre - Arne Domnérus, sassofonista e clarinettista svedese († 2008)
- 20 dicembre - Friederike Mayröcker, scrittrice e illustratrice austriaca († 2021)
- 21 dicembre - Nicola Badaloni, politico e filosofo italiano († 2005)
- 21 dicembre - Altamiro Carrilho, direttore d'orchestra, compositore e flautista brasiliano († 2012)
- 21 dicembre - Cindy Garner, attrice statunitense († 2002)
- 21 dicembre - Giangiacomo Guelfi, baritono italiano († 2012)
- 21 dicembre - Rita Reys, cantante olandese († 2013)
- 22 dicembre - Marino Calvaresi, politico e partigiano italiano († 2009)
- 22 dicembre - Sennen Corrà, vescovo cattolico italiano († 2005)
- 22 dicembre - Frank Corsaro, regista teatrale e attore statunitense († 2017)
- 22 dicembre - Tonny van Ede, calciatore olandese († 2011)
- 22 dicembre - Peter Green, storico, scrittore e traduttore britannico († 2024)
- 22 dicembre - Nosrat Karimi, regista, sceneggiatore e attore iraniano († 2019)
- 22 dicembre - Lefter Küçükandonyadis, allenatore di calcio e calciatore turco († 2012)
- 23 dicembre - Richard E. Bush, militare statunitense († 2004)
- 23 dicembre - Matthäus Hetzenauer, militare tedesco († 2004)
- 23 dicembre - Bob Kurland, cestista statunitense († 2013)
- 23 dicembre - Hans Bernhard Meyer, presbitero austriaco († 2002)
- 24 dicembre - Mohand-Aârav Bessaoud, scrittore e attivista berbero († 2002)
- 24 dicembre - Krishna Prasad Bhattarai, politico nepalese († 2011)
- 24 dicembre - Ubaldo Calabresi, arcivescovo cattolico italiano († 2004)
- 24 dicembre - Abdirizak Haji Hussein, politico somalo († 2014)
- 24 dicembre - Carol Haney, attrice, cantante e ballerina statunitense († 1964)
- 24 dicembre - Louise Jacobson, francese († 1943)
- 24 dicembre - Roger Mindonnet, calciatore francese († 2018)
- 24 dicembre - Claude Mossé, storica e scrittrice francese († 2022)
- 24 dicembre - Mohammed Rafi, cantante indiano († 1980)
- 25 dicembre - Moktar Ould Daddah, politico mauritano († 2003)
- 25 dicembre - Ubaldo Pugnaloni, ciclista su strada italiano († 2018)
- 25 dicembre - Rod Serling, scrittore e sceneggiatore statunitense († 1975)
- 25 dicembre - Atal Bihari Vajpayee, politico indiano († 2018)
- 26 dicembre - Eli Cohen, agente segreto israeliano († 1965)
- 26 dicembre - Glenn Davis, giocatore di football americano statunitense († 2005)
- 27 dicembre - Ofélia Anunciato, cuoca, conduttrice televisiva e scrittrice brasiliana († 1998)
- 27 dicembre - Jean Bartik, programmatrice statunitense († 2011)
- 27 dicembre - Giovannino Fiori, politico italiano († 2019)
- 27 dicembre - Bill Henry, cestista statunitense († 1985)
- 27 dicembre - Vito Maurogiovanni, giornalista, scrittore e sceneggiatore italiano († 2009)
- 28 dicembre - Giacomo Furia, attore italiano († 2015)
- 28 dicembre - Girma Wolde Giorgis, politico etiope († 2018)
- 29 dicembre - Hiroshi Kagawa, giornalista giapponese († 2024)
- 29 dicembre - Kim Song-ae, politica nordcoreana († 2014)
- 29 dicembre - Davey Lee, attore statunitense († 2008)
- 29 dicembre - Alvaro Nuvoloni, pugile e cantante italiano († 1986)
- 30 dicembre - Yvonne Brill, matematica e chimica canadese († 2013)
- 30 dicembre - Gordon Ingram, inventore e imprenditore statunitense († 2004)
- 30 dicembre - Roger Laüt, pittore francese
- 30 dicembre - Luther Lindsay, giocatore di football americano e wrestler statunitense († 1972)
- 30 dicembre - Jack Tingle, cestista e allenatore di pallacanestro statunitense († 1958)
- 31 dicembre - Annagül Annagulyýewa, soprano turkmeno († 2009)
- 31 dicembre - Florence Birdwell, cantante e insegnante statunitense († 2021)
- 31 dicembre - Robert Crost, cestista francese († 1991)
- 31 dicembre - Vicki Draves, tuffatrice statunitense († 2010)
- 31 dicembre - Hendrik Houthakker, economista olandese († 2008)
- 31 dicembre - Alan Rogers, allenatore di calcio inglese († 2022)
- 31 dicembre - Attilio Ruffini, politico, avvocato e saggista italiano († 2011)